# Valzer op. 69 n. 2 (Chopin)
Il Valzer op. 69 n. 2 in Si minore è una composizione per pianoforte, scritta da Fryderyk Chopin nel 1829 all’età di 19 anni, ma pubblicata postuma nel 1852.
Opera giovanile, scritta quando Chopin si trovava ancora a Varsavia, appartiene ai valzer dal carattere più intimo che sono generalmente di costruzione piuttosto semplice, le difficoltà tecniche non sono infatti troppo ardue anche se a volte il virtuosismo è notevole. Il musicista non volle pubblicare questo valzer, come del resto molti altri. È stata espressa l'opinione secondo cui, essendo questi valzer molto melodici, il compositore non volesse che in mano a pianisti dilettanti le sue opere potessero essere troppo "sentimentalizzate", venendo snaturate e banalizzate. Il valzer venne però pubblicato nel 1852, quasi certamente in modo abusivo, a Cracovia da J. Wildt insieme al Valzer op. 70 n. 2 con un titolo particolare: Une soirée en 1844. Deux valses mélancoliques écrites sur l'album de M.me la Comtesse P. Julian Fontana, l'amico di Chopin che curò la pubblicazione di molte sue opere, unì in un fascicolo questo valzer con quello in La bemolle maggiore e li fece pubblicare a Berlino da Schlesinger nel 1855.

## Analisi
Il brano è in Si minore, ha una lunghezza di 81 battute e si suddivide in tre sezioni più la ripresa. Nel primo periodo, diviso in tre frasi, espone il tema, elegiaco, con la mano destra in Si minore. Nel secondo periodo modula momentaneamente in Re maggiore, tornando a concludere il periodo nella tonalità di impianto Si minore. Il secondo tema con indicazione Con anima si presenta più ballabile, con otto battute riproposte ogni volta con piccole varianti. Nel terzo periodo, il Trio, ha un solo tema e ritorna alla tonalità di Si maggiore per riprendere ancora il Si minore. La scrittura è strettamente pianistica, dove la mano sinistra scandisce per tutto il brano il tempo di valzer con basso e accordi e la mano destra sviluppa la melodia.